# Campo Bonito (Arizona)
Campo Bonito è un census-designated place (CDP) degli Stati Uniti d'America, situato in Arizona, nella contea di Pinal.